# Ambassade d'Ukraine en Slovaquie
L'ambassade d'Ukraine de Bratislava est la mission diplomatique de l'Ukraine en Slovaquie. Le bâtiment de l'ambassade est situé au 35 Radvanská à Bratislava . L'ambassadeur de l'Ukraine en Slovaquie est Youri Mouchka depuis le 25 décembre 2016.

## Histoire
Pendant l'entre-deux-guerres, l'oblast ukrainien de Transcarpatie faisait partie de la Tchécoslovaquie, avant d'être cédé à la Hongrie.
Après l'effondrement de l'Union soviétique, l'Ukraine s'est déclarée indépendante en août 1991. Le 1er janvier 1993, l'Ukraine est devenue l'un des premiers pays au monde à reconnaître l'indépendance de la République slovaque. La poursuite des relations diplomatiques avec la Slovaquie a été convenue comme la date officielle d'établissement des relations diplomatiques : le 9 juin 1934. Avant 1993, le représentant diplomatique était l'ambassadeur de Prague. Roman Lubkivskyi a été accrédité en tant que premier ambassadeur. Inna Ohniwez a été la première ambassadrice en 2005.
Les deux pays ont établi des relations diplomatiques le 1er janvier 1993. La Slovaquie a une ambassade à Kiev, un consulat général à Oujhorod, et deux consulats honoraires (à Donetsk et Oujhorod). L'Ukraine a une ambassade à Bratislava et un consulat général à Prešov.
En 2000, la Slovaquie a mis en place un consulat général à Oujhorod.
Les pays ont 97 km de frontière commune. Entre 40 000 et 100 000 personnes d'origine ukrainienne vivent en Slovaquie.

## Bureaux consulaires ukrainiens en Slovaquie
Section consulaire de l'ambassade d'Ukraine à Bratislava
Ambassade de Slovaquie. L'ambassade est située au 35 Radvanská, à l'ouest de la capitale slovaque.

## Ambassadeurs ukrainiens en Slovaquie

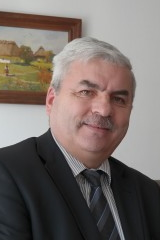
Youri Mouchka, ambassadeur depuis 2017

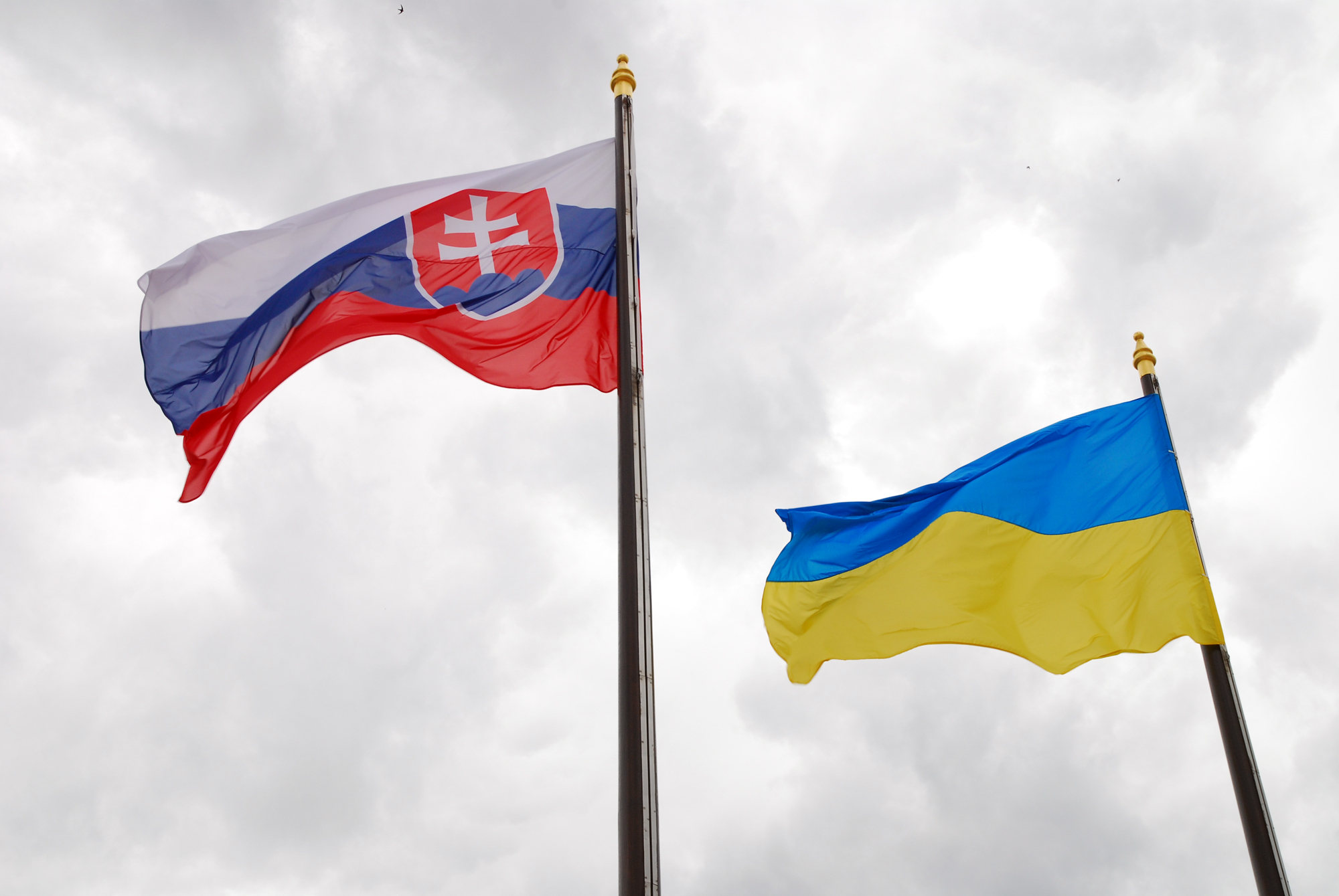
Drapeaux ukrainien et slovaque

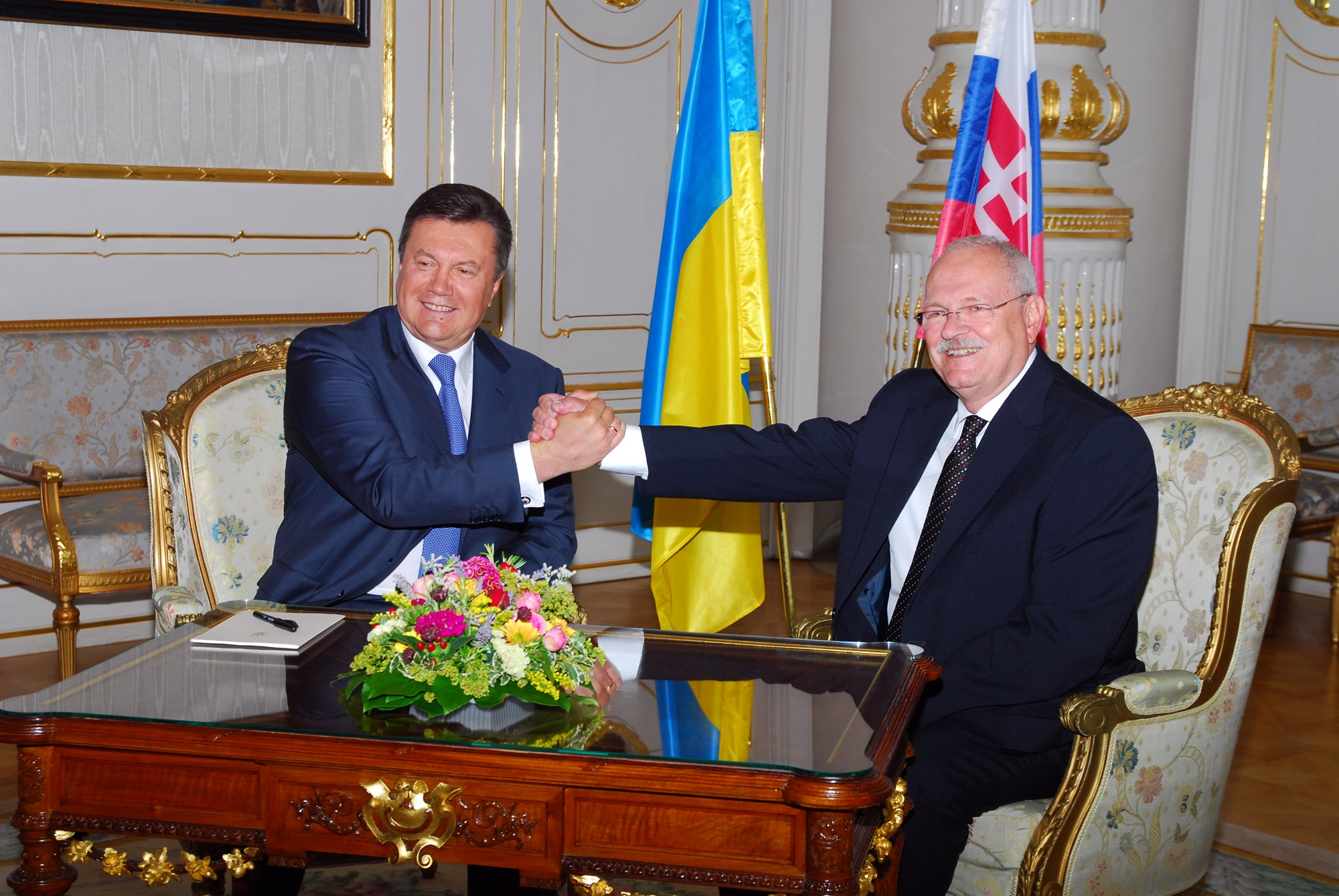
Les anciens présidents Viktor Ianoukovytch d'Ukraine, à gauche, et Ivan Gašparovič de Slovaquie, à droite, en 2011

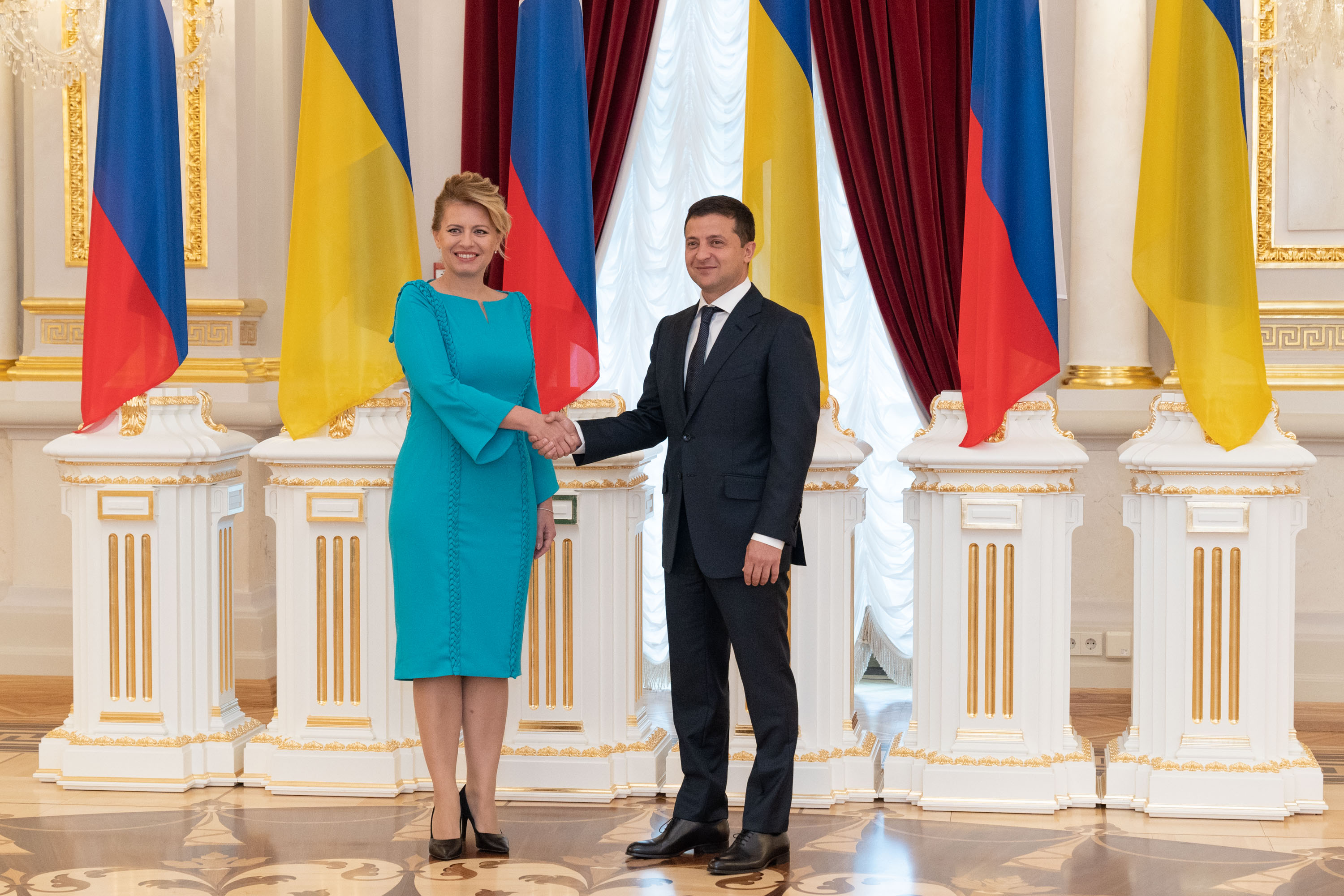
Les présidents actuels Zuzana Čaputová de Slovaquie, à gauche, et Volodymyr Zelensky d'Ukraine, à droite, en 2019

Roman Loubkivsky (1993)
Petro Sardatchouk (1993–1994)
Dmytro Pavlytchko (1995–1998)
Iouri Rylatch (1998-2004)
Serhiy Oustytch (2004-2005)
Inna Ohnivets (2005-2010)
Ivan Kholostenko (2010)
Oleh Gavachi (2010-2016)
Iouri Mouchka (2017–)